# Mati Logoreci
Mati Logoreci (ur. 10 lutego 1867 w Szkodrze, zm. 7 lutego 1941 w Tiranie) – albański nauczyciel, historyk i wydawca, autor podręczników szkolnych.

## Życiorys
Urodził się w rzymskokatolickiej rodzinie. Podczas nauki w Szkodrze nauczył się czytać i pisać w językach albańskim, włoskim, francuskim i niemieckim. Następnie pracował jako księgowy w przedsiębiorstwie handlowym Parruca w miejscowości Monfalcone. Studiował pedagogikę na Uniwersytecie w Trieście.
1 maja 1889 roku otworzył szkołę w Prizrenie, która była pierwszą albańskojęzyczną na terenie Kosowa; uczył w niej języka albańskiego, jednak opuścił tę szkołę z powodu popadnięcia w konflikt z konsulatem Austro-Węgier, który miał wpływ na edukację albańskich katolików na terenie Imperium Osmańskiego. W 1899 roku Logoreci założył prywatną szkołę, którą już rok później połączył z pierwszą założoną przez niego placówką. Zorganizował również pierwsze w Imperium Osmańskim przedstawienie teatralne po albańsku.
W 1903 roku przeniósł się do Szkodry, gdzie nauczał w szkole franciszkańskiej. 14 listopada 1907 roku zaczął w Trieście wydawać dwutygodnik Dašamiri, ukazał się tylko w czternastu numerach; z czego ostatni opublikowano dnia 6 sierpnia 1908 roku. W listopadzie tegoż roku Logoreci wraz z poetą Ndre Mjedą uczestniczył w pierwszym kongresie manastirskim jako reprezentanci szkoderskiego stowarzyszenia Agimi. Wraz z bratem poety Lazërem, Logoreci założył w Szkodrze szkołę wieczorową.
Po odzyskaniu niepodległości przez Albanię, Logoreci pracował jako nauczyciel w Tiranie, a w latach 1916–1918 jako urzędnik oświatowy w Szkodrze. Należał również do Komisji Literackiej Albanii, powołanej w Szkodrze przez władze austro-węgierskie. W 1920 roku wziął udział w kongresie w Lushnji. W latach 1922–1923 był sekretarzem generalnym Ministerstwa Oświaty, a na emeryturę przeszedł w 1930 roku.
W okresie od 28 listopada 1936 roku do 23 marca 1937 roku zredagował pierwsze 93 numery czasopisma Drita.

## Podręczniki szkolne
- Ndolliina historijet t’motshme (1911)[1]
- Historija e përgjithshëme (1924)[1]

## Życie prywatne
Syn Frano i Shaqe. Jego wujkiem był biskup Andrea Logoreci; oprócz Matiego, jednym z jego siostrzeńców był Pashko, również nauczyciel.